# Racing Cycles-Kastro Team
Das Racing Cycles-Kastro Team war ein griechisches Radsportteam.
Sportliche Leiter des in Heraklion ansässigen Teams waren Nikolaos Koympenakis, Stylianos Kefalakis, Dragan Spasić und Lorenzo Di Silvestro.
Die Mannschaft wurde 2007 als Continental Team unter dem Namen Technal Kastro gegründet. Im Laufe der Saison 2011 wurde das Team wie alle griechischen Teams aufgrund von Versäumnissen des griechischen Radsportverbands aus der Liste der Continental Teams gestrichen. Unter dem letzten Namen wurde das Team für die Saison 2012 wiederum durch den Weltradsportverband UCI als Continental Team registriert. In der Saison 2015 wurde das Team nicht mehr bei der UCI registriert.

## Saison 2014

### Erfolge in der UCI Europe Tour
In den Rennen der Saison 2014 der UCI Europe Tour gelangen die nachstehenden Erfolge.
| Datum    | Rennen                                      | Kat. | Sieger     |
| -------- | ------------------------------------------- | ---- | ---------- |
| 27. Juni | Serbischer Meisterschaft – Einzelzeitfahren | CN   | Gabor Kasa |

### Abgänge – Zugänge
| Zugänge                                | Team 2013                      | Abgänge                               | Team 2014        |
| -------------------------------------- | ------------------------------ | ------------------------------------- | ---------------- |
| Stavros Papadimitrakis                 | Gios-Deyser Leon Kastro (2012) | Konstantinos Efstathiou               | Sicot-Hemus 1896 |
| Sherif Abd Alla                        | Neoprofi                       | Ioannis Iliadis                       | Sicot-Hemus 1896 |
| Vasileios Chairetakis                  | Neoprofi                       | Konstantinos Papoutsas                | Sicot-Hemus 1896 |
| Nikolaos Gerolymatos                   | Neoprofi                       | Panagiotis Karabinakis                | SP Tableware     |
| Konstantinos Iliadis                   | Neoprofi                       | Fausto Fognini                        | Unbekannt        |
| Dimitris Kamprianis                    | Neoprofi                       | Tyron Giorgieri                       | Unbekannt        |
| Eleftherios Pantelakis                 | Neoprofi                       | Evangelos Karagiannakis               | Unbekannt        |
| Eftychios Vavourakis                   | Neoprofi                       | Enrico Montanari                      | Unbekannt        |
| Filimon Zachariou                      | Neoprofi                       | Konstantinos Iliadis (bis 31. März)   | Unbekannt        |
| Thanasis Giounis (ab 1. April)         | Neoprofi                       | Eleftherios Pantelakis (bis 31. März) | Unbekannt        |
| Christos Loizou (ab 1. April)          | Salcano-Arnavutköy (2012)      |                                       |                  |
| Gabor Kasa (ab 1. Mai)                 | Salcano-Arnavutköy (2012)      |                                       |                  |
| Nebojša Jovanović (ab 1. Mai)          | Partizan Powermove (2011)      |                                       |                  |
| Michail Mavrikakis (ab 1. Mai)         | Neoprofi                       |                                       |                  |
| Ivan Stević (ab 25. Juni)              | Tusnad Cycling Team            |                                       |                  |
| Abdulhadi Alajmi (ab 1. November)      | Neoprofi                       |                                       |                  |
| Marko Danilović (ab 1. November)       | Neoprofi                       |                                       |                  |
| Askar Al Enezi Faizal (ab 1. November) | Neoprofi                       |                                       |                  |

### Mannschaft
| Name                   | Geburtstag        | Nationalität | Team 2015              |
| ---------------------- | ----------------- | ------------ | ---------------------- |
| Sherif Abd Alla        | 30. Mai 1987      | Ägypten      |                        |
| Abdulhadi Alajmi       | 5. Februar 1995   | Kuwait       | Kuwait Cycling Project |
| Vasileios Chairetakis  | 12. Mai 1995      | Griechenland |                        |
| Marko Danilović        | 23. April 1993    | Serbien      | Nankang-Dynatek        |
| Askar Al Enezi Faizal  | 14. Juni 1983     | Kuwait       | Kuwait Cycling Project |
| Nikolaos Gerolymatos   | 10. August 1981   | Griechenland |                        |
| Thanasis Giounis       | 27. Dezember 1982 | Griechenland |                        |
| Nebojša Jovanović      | 27. März 1983     | Serbien      | Kuwait Cycling Project |
| Dimitris Kamprianis    | 21. Oktober 1972  | Griechenland |                        |
| Gabor Kasa             | 3. Februar 1989   | Serbien      | Nankang-Dynatek        |
| Christos Loizou        | 30. April 1994    | Zypern       |                        |
| Michail Mavrikakis     | 24. August 1994   | Griechenland |                        |
| Stavros Papadimitrakis | 1. Januar 1979    | Griechenland |                        |
| Ivan Stević            | 12. März 1980     | Serbien      | Nankang-Dynatek        |
| Eftychios Vavourakis   | 3. März 1995      | Griechenland |                        |
| Filimon Zachariou      | 14. Januar 1994   | Griechenland |                        |

## Saison 2009

### Erfolge in des UCI Continental Circuits
In den Rennen des UCI Continental Circuits gelangen die nachstehenden Erfolge.
| Datum            | Rennen                                    | Kat. | Fahrer             |
| ---------------- | ----------------------------------------- | ---- | ------------------ |
| 10.–15. Februar  | Gesamtwertung Ägypten-Rundfahrt           | 2.2  | Christoph Springer |
| 17. Februar      | Grand Prix of Sharm-el-Sheikh             | 1.2  | Iwajlo Gabrowski   |
| 28. Juni         | Bulgarische Meisterschaft – Straßenrennen | NC   | Iwajlo Gabrowski   |
| 7. September     | 1. Etappe Tour of Bulgaria                | 2.2  | Iwajlo Gabrowski   |
| 8. September     | 2. Etappe Tour of Bulgaria                | 2.2  | Iwajlo Gabrowski   |
| 7.–12. September | Gesamtwertung Tour of Bulgaria            | 2.2  | Iwajlo Gabrowski   |
| 19. September    | Tour of Vojvodina II part                 | 1.2  | Iwajlo Gabrowski   |

## Platzierungen in UCI-Ranglisten
UCI Africa Tour
| Saison    | Mannschaftswertung | Fahrerwertung          |
| --------- | ------------------ | ---------------------- |
| 2009      | 8.                 | Iwajlo Gabrowski (29.) |
| 2010      | -                  | -                      |
| 2012-2014 | -                  | -                      |

UCI America Tour
| Saison    | Mannschaftswertung | Fahrerwertung          |
| --------- | ------------------ | ---------------------- |
| 2009      | -                  | -                      |
| 2010      | 5.                 | Francisco Mancebo (8.) |
| 2012-2014 | -                  | -                      |

UCI Asia Tour
| Saison    | Mannschaftswertung | Fahrerwertung          |
| --------- | ------------------ | ---------------------- |
| 2009      | 43.                | Spas Gjurow (168.)     |
| 2010      | 42.                | Rafael Serrano (208.)  |
| 2012-2013 | -                  | -                      |
| 2014      | 82.                | Sherif Abd Alla (414.) |

UCI Europe Tour
| Saison | Mannschaftswertung | Fahrerwertung                 |
| ------ | ------------------ | ----------------------------- |
| 2009   | 66.                | Iwajlo Gabrowski (85.)        |
| 2010   | 71.                | Francisco Mancebo (208.)      |
| 2012   | 68.                | Francisco José Pacheco (365.) |
| 2013   | -                  | -                             |
| 2014   | 75.                | Ivan Stević (160.)            |